# Scary Movie 2
Scary Movie 2 er en amerikansk komediefilm fra 2001, instrueret af Keenen Ivory Wayans og med Shawn Wayans, Marlon Wayans, Anna Faris, Regina Hall, David Cross og Tori Spelling i hovedrollerne.

## Medvirkende
- Anna Faris som Cindy Campbell
- Christopher Masterson som Buddy
- Regina Hall som Brenda Meeks
- Marlon Wayans som Shorty Meeks
- Kathleen Robertson som Theo
- Shawn Wayans som Ray Wilkins
- David Cross som Dwight Hartman
- Tim Curry som Professor Oldman
- James DeBello som Tommy
- Chris Elliott som Hanson
- Tori Spelling som Alex Monday
- James Woods som Fader McFeely
- Andy Richter som Fader Harris
- Natasha Lyonne som Megan Voorhees
- Veronica Cartwright som Mrs. Voorhees
- Richard Moll som Hugh Kane (Hell House-spøgelset)
- Beetlejuice som Shortys hjerne
- Cordelia Reinhard som Blanche Harris

## Parodierede film
Scary Movie 2 indledes med en scene fra Eksorcisten (1973). Holdet fra Scary Movie 1 (trods dødsfald) deltager i en forlænget weekend i et gammelt hus fra The Haunting - Hjemsøgt (1999). Her kommer de i kamp mod Hugh Kanes spøgelse og klovnedukken fra Poltergeist (film) (1982). Heltene bevæbnes som i Hollow Man (2000), mens Dwight Hartman udkæmper en kørestolsduel à la Mission: Impossible II (2000). Pigerne kæmper mod den besatte Hanson som Charlie's Angels (2000). 